# یواس‌ان‌اس کاسل سنتری (تی-ای‌جی‌ام-۱۵)
یواس‌ان‌اس کاسل سنتری (تی-ای‌جی‌ام-۱۵) (به انگلیسی: USNS Coastal Sentry (T-AGM-15)) یک کشتی بود که طول آن ۳۸۸ فوت ۸ اینچ (۱۱۸٫۴۷ متر) بود. این کشتی در سال ۱۹۴۵ ساخته شد.